# Vepříkovský potok
Vepříkovský potok je pravostranný přítok říčky Sázavky v okrese Havlíčkův Brod v Kraji Vysočina. Délka jeho toku činí 4,3 km. Plocha povodí měří 7,2 km².

## Průběh toku
Potok pramení u silnice mezi obcemi Vepříkov a Nejepín v nadmořské výšce okolo 530 m. Nejprve jeho tok protéká lesem na severozápad. V tomto úseku napájí Lesní rybník (2,0 ha). Po opuštění lesa se potok obrací k jihozápadu, protéká Vepříkovem, kde napájí tři menší rybníky. Pod Vepříkovem vzdouvá jeho hladinu Trněný rybník (4,6 ha), pod nímž přijímá zprava svůj největší přítok, který se nazývá Jedlina. Pod tímto soutokem vtéká do přírodní rezervace Havranka, kde se nad Jiříkovským rybníkem v nadmořské výšce 483 m vlévá zprava do říčky Sázavky na jejím 25,6 říčním kilometru, která je na horním toku nad Haberským rybníkem známá spíše jako Jiříkovský potok.

### Větší přítoky
- Jedlina [4] – pravostranný přítok odvodňující les mezi Miřátky a Leškovicemi, který se do Vepříkovského potoka vlévá na jeho 0,6 říčním kilometru. Potok napájí rybník Káčník. Délka jeho toku činí 2,7 km.[5]

Ostatní přítoky jsou krátké a bezejmenné.